# Xã South Union, Quận Fayette, Pennsylvania
Xã South Union (tiếng Anh: South Union Township) là một xã thuộc quận Fayette, tiểu bang Pennsylvania, Hoa Kỳ. Năm 2010, dân số của xã này là 10.681 người.